# 찰리 머피
찰리 머피(Charlie Murphy, 1959년 7월 12일 ~ 2017년 4월 12일)는 미국의 희극인, 배우, 작가이다.

## 출연 작품
- 미트 더 블랙스 (2016)
- 무빙 데이 (2012)
- 쿡아웃 2 (2011)
- 로터리 티켓 (2010)
- 패밀리 웨딩 (2010)
- 더 허슬 (2008)
- 트위스티드 포춘 (2007)
- 매티 프레스노 앤 더 홀로플럭스 유니버스 (2007)
- The Perfect Holiday (2007)
- 언어스드 (2007)
- 나이스 가이 노빗 (2007)
- 베가스로 가는 3일 (2007)
- 바 스타즈 (2007)
- 박물관이 살아있다! (2006)
- 롤 바운스 (2005)
- 킹스 랜섬 (2005)
- 채펠스 쇼 (2003)
- 데스 오브 어 다이너스티 (2003)
- 페이퍼 솔저 (2002)
- 플레이 클럽 (1998)
- CB4 (1993)
- 정글 피버 (1991)
- 동심의 크리스마스 (1990)
- 모베터 블루스 (1990)
- 할렘 나이트 (1989)